# 12. gardni bataljon Slovenske vojske
12. gardni bataljon Slovenske vojske je nekdanja gardno-protokolarno vojaška formacija Slovenske vojske; bataljon je bil nastanjen v vojašnici Franc Rozman - Stane v Ljubljani.
Vsi gardisti so izpolnjevali naslednje pogoje:
- moški,
- popolnoma telesno zdrav,
- brez kriminalne preteklosti,
- višina od 180 – 185 cm.

## Zgodovina
Bataljon so ustanovili 17. oktobra 1997. Bataljon so razpustili leta 2003; njegove naloge je prevzela delovna skupina Enota za protokol, ki je bila sestavljena iz nekdanjih  24 pripadnikov 12. gardnega bataljona. Enoti je poveljeval stotnik Gorazd Puconja vse do leta 2005, ko je enoto prevzel nadporočnik Uroš Trinko. Z njegovim prihodom, se je enota iz delovne skupine Enota za protokol uradno preimenovala v Enoto za protokol Slovenske vojske. Poveljstvo enoti je s 1. junijem 2007 prevzel stotnik, sedaj podpolkovnik Marko Hlastec.

## Razvoj
- Častna enota TO (prvi postroj TO 26. junij 1991)
- Častna enota TO (1. četa, 1. bataljon 52. brigade)
- Častna enota TO (1. četa, 1. bataljon 52. brigade)
- 106. častna četa TO (mirnodobna formacija)
- 106. zaščitna enota TO (vojna formacija, sestavljena iz 106. častne čete in rezerve)
- 12. gardni bataljon SV
- Enota za protokol - delovna skupina SV
- Enota za protokol SV (Garda Slovenske vojske)

## Poveljstvo
Poveljnik
- podpolkovnik Anton Krkovič
- stotnik Anton Kresal
- podpolkovnik Leon Tušar
- stotnik Gorazd Puconja
- nadporočnik Uroš Trinko

## Organizacija
2002
- Poveljstvo

- S-1
- S-3
- S-4
- S-6

- 1. gardna četa
- 2. gardna četa
- 3. gardna četa
- poveljniška četa
- logistična četa

- intendantski vod
- tehnični vod
- transportni vod

- Orkester Slovenske vojske

## Odlikovanja in priznanja
- zlata medalja Slovenske vojske (1996)
- red Slovenske vojske (24. oktober 2001, 15. maj 2002)
- Enota je prejela tudi večje število plaket diplom in pohval poveljstev, enot in zavodov SV, podjetij, društev, zvez, posameznih tujih in domačih politikov, diplomatov, veleposlanikov ter protokola republike Slovenije.